# 番州 (唐朝)
番州，中国唐朝时设置的州。
唐高祖武德元年（618年）设置番州，治曲江县（今广东省韶关市西南）。下辖曲江县、始兴县（今广东省始兴县）、乐昌县（今广东省乐昌县）、翁源县（今广东省翁源县西北），武德四年（621年）增设临泷县（今广东省曲江县白土镇）、良化县（今广东省乳源县侯公渡镇），改番州置东衡州。唐太宗贞观元年（627年）改东衡州为韶州。